# Зуби дракона
Зу́би драко́на (грец. Tou drakontos odontes) — за велінням оракула герой фіванських міфів Кадм убив дракона й посіяв його зуби, з яких виросли воїни. Кадм кинув камінь поміж воїнів, які через те почали битися; в результаті залишилося в живих тільки п'ятеро. Разом з Кадмом вони заснували Фіви й стали родоначальниками знатних фіванських родів. Аналогічний міф розповідається про Ясона.
У переносному значенні «посіяти зуби дракона» означає «породити ворожнечу», «виплекати безліч страховищ».

## Легенда
Кадм, який приніс письменність і цивілізацію, вбив священного дракона, який охороняв джерело Ареса. Богиня Афіна сказала йому посіяти зуби, з яких виникла група лютих воїнів, яких називають спартоями. Він кинув дорогоцінний камінь у середину воїнів, які накинулися один на одного, намагаючись захопити камінь для себе. П’ятеро вцілілих об’єдналися з Кадмом, щоб заснувати місто Фіви.
Подібно до Ясона від царя Колхіди Еет закликав посіяти зуби дракона від Афіни, щоб отримати золоте руно. Медея, дочка Еета, порадила Ясону кинути камінь між воїнів, що вийшли із землі. Воїни почали битися і вбивати один одного, не залишивши живих, крім Ясона.
Класичні легенди про Кадма та Ясона породили фразу «сіяти драконові зуби». Це використовується як метафора для позначення виконання чогось, що призводить до розпалювання суперечок.